# شهرداری لورتو، بنی
شهرداری لورتو (به اسپانیایی: Loreto) یک شهرداری در بولیوی است که در استان ماربان واقع شده‌است. شهرداری لورتو ۶٬۷۵۱ کیلومتر مربع مساحت و ۳٬۷۸۷ نفر جمعیت دارد و ۱۷۰ متر بالاتر از سطح دریا واقع شده‌است.